# 694 Ekard
694 Ekard è un asteroide della fascia principale del diametro medio di circa 90,78 km. Scoperto nel 1909, presenta un'orbita caratterizzata da un semiasse maggiore pari a 2,6687878 UA e da un'eccentricità di 0,3249569, inclinata di 15,84256° rispetto all'eclittica. Durante l'osservazione di una occultazione asteroidale del 24 gennaio 2011, da parte di P.Baruffetti (Massa), GC. Bonatti (Carrara), M. Bachini (S. Maria a Monte - Pi), R. Mancini (Cerreto Guidi - Fi), sono stati misurati diametri fino ad oltre 110 km, compatibili coi risultati di precedenti occultazioni da cui risultava una forma sensibilmente "allungata" dell'asteroide.
Il suo nome è un omaggio alla Drake University (scritto al contrario), nello Iowa.